# Monts Dahong
Les monts Dahong (chinois simplifié: 大洪山 ; chinois traditionnel : 大洪山 ; pinyin : dà hóng shān) sont situés entre les villes chinoises de Suizhou, Zhongxiang et le bourg de Jingshan dans la province du Hubei.

## Géographie
Le sommet principal est le pic Tianzhu qui culmine à 1 050 m d'altitude. Les reliefs sont de type karstique.

## Parc national
Le parc paysager du mont Dahong (大洪山风景名胜区) fut proclamé parc national le 1er août 1988.